# Regenwald-Baumschliefer
Der Regenwald-Baumschliefer (Dendrohyrax dorsalis), auch Gemeiner Baumschliefer oder Westlicher Baumschliefer genannt, ist eine Art der Baumschliefer innerhalb der Säugetierordnung der Schliefer. Äußerlich erinnert er an Meerschweinchen. Er zeichnet sich durch ein grobes, häufig aber nicht immer dunkel gefärbtes Fell aus und besitzt einen auffallenden hellen Fleck auf dem Rücken und am Kinn. Der Schwanz bleibt im Fell verborgen. Das Verbreitungsgebiet umfasst das westliche und das zentrale Afrika. Als Lebensräume dienen tropische Regenwälder und feuchte Savannenlandschaften der Tiefländer, teilweise auch Wälder höherer Gebirgslagen. Dort halten sich die Tiere überwiegend im Geäst der Bäume auf, wo sie behände klettern können und zum Schutz Baumhöhlen aufsuchen. Da sie dadurch selten gesichtet werden, sind zahlreiche Aspekte ihrer Verhaltensweise unbekannt. In der Regel leben sie einzelgängerisch und territorial. Sie sind nachtaktiv, typisch ist ihr lauter Ruf, der am späten Abend und am frühen Morgen zu hören ist. Die Nahrung besteht aus weicher Pflanzenkost. Die Paarung erfolgt vermutlich ganzjährig, es kommen eins bis zwei frühreife Jungen zur Welt. Die Art wurde im Jahr 1852 wissenschaftlich eingeführt. Teilweise unterscheidet man bis zu sechs Unterarten, deren Abtrennung zueinander aber nicht immer eindeutig ist. Die Bestand des Regenwald-Baumschliefers gilt als ungefährdet.

## Merkmale

### Habitus
Der Regenwald-Baumschliefer erreicht eine Kopf-Rumpf-Länge von 44 bis 57 cm und ein Körpergewicht von 1,85 bis 4,5 kg. Äußerlich ähnelt er mit seinem kompakten Körperbau einem Meerschweinchen, er ist aber größer. Der Schwanz ist nicht sichtbar, da er mit 10 bis 30 mm Länge im Fell verborgen bleibt. Das Fell hat eine dunkelbraune bis schwarze Färbung und ist diffus mit helleren, gelblichen Haaren durchsetzt, es kommen aber auch insgesamt hellere Individuen vor. Allgemein weist es eine gröbere Textur als das des Steppenwald-Baumschliefers (Dendrohyrax arboreus) auf, auch sind die Haare kürzer. Zusätzlich treten aber längere Tasthaare über den ganzen Körper verteilt auf. Auf dem Rücken befindet sich ein auffälliger gelblich-weißer Fleck von 42 bis 72 mm Länge. Dieser umgibt eine nackte Drüse. Die Ohren sind kurz und rund bei einer Länge von 21 bis 30 mm. An den Spitzen können weiße Haare ausgebildet sein. Die Nase ist unbehaart, charakteristisch erscheint außerdem ein weißer Fleck am Kinn, beides den Regenwald-Baumschliefer von anderen Baumschliefern. Die Hände besitzen vier, die Füße drei Strahlen. Sie tragen hufartige Nägel. Eine Ausnahme bildet wie bei allen Schliefern der innere Zeh des Hinterfußes, der mit einer gebogenen Kralle ausgestattet ist. Die Hinterfußlänge liegt bei 70 bis 90 mm, die Fußballen sind schwarz gefärbt. Weibchen verfügen über ein Zitzenpaar im Leistenbereich.

### Schädel- und Gebissmerkmale
Die Schädellänge variiert von 92 bis 110 mm, die Breite an den Jochbögen von 46 bis 61 mm. Der Hirnschädel wird 28 bis 35 mm hoch und 30 bis 38 mm breit. Allgemein wirkt der Schädel massig. Die Temporalleisten sind breit und scharf abgegrenzt, in der Scheitelgegend etwas flacher. Das Os interparietale (ein Schädelknochen zwischen dem Hinterhauptsbein und den Scheitelbeinen) verwächst nicht mit dem Hinterhauptsbein. Der Postorbitalbogen ist geschlossen. Das Gebiss setzt sich aus 34 Zähnen zusammen, die Zahnformel wird mit {\displaystyle {\frac {1.0.4.3}{2.0.4.3}}} angegeben. Die unteren Schneidezähne sind flach und dreispitzig (tricuspid oder trifid), die oberen Schneidezähne ähneln einem Eckzahn (caniniform). Zum hinteren Gebiss besteht im Oberkiefer ein Diastema von 14 bis 20 mm Länge. Die Prämolaren ähneln den Molaren. Die Zahnkronen der hinteren Zähne sind niedrig (brachyodont). Die obere Prämolarenreihe weist entsprechend den anderen Baumschliefern eine etwa gleich große Länge wie die Molarenreihe auf.

## Verbreitung

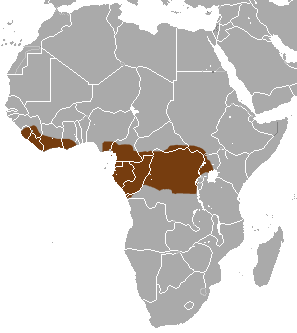
Verbreitungsgebiet des Regenwald-Baumschliefers

Das Verbreitungsgebiet des Regenwald-Baumschliefers umfasst Teile von West- und Zentralafrika von Sierra Leone bis in den Süden des Südsudan sowie den Norden von Uganda und südwärts vom Nordosten der Demokratischen Republik Kongo bis in den Norden von Angola. Darüber hinaus ist die Art auf der Insel Bioko im Golf von Guinea belegt. Westlich von Sierra Leone gibt es kaum Nachweise des Regenwald-Baumschliefers, auch wenn ursprüngliche Verbreitungsangaben bis nach Gambia reichten. Im Übergang vom 20. zum 21. Jahrhundert konnte eine Population im nordöstlichen Guinea beobachtet werden. Es besteht eine Lücke im Verbreitungsgebiet des Regenwald-Baumschliefers von Ghana östlich des Volta über Togo und Benin bis nach Nigeria westlich des Niger. Hier kommt stattdessen die im Jahr 2021 neu beschriebene Art Dendrohyrax interfluvialis vor. Als Lebensraum bevorzugt der Regenwald-Baumschliefer feuchte Wälder und Savannengebiete im Tief- und Hochland um 1500 m, sie können jedoch auch im Bergland bis in Höhen von 3.500 m angetroffen werden. In den hohen Gebirgslagen nutzt der Regenwald-Baumschliefer auch Felslandschaften als Habitate. Gelegentlich wird er in degradierten Wäldern beobachtet. Über die Populationsdichte liegen nur wenige Informationen vor. Nach Schätzungen aus dem Nationalpark Taï in der Elfenbeinküste kommen dort eins bis zwei Individuen je Quadratkilometer vor. Die Annahmen basieren auf der Häufigkeit der individuellen nächtlichen Schreie der Tiere.

## Lebensweise

### Territorialverhalten
Der Regenwald-Baumschliefer lebt überwiegend in Bäumen (arborikol). Seine Füße sind flexibel und drehbar, der Griff ist fest. Dadurch kann er Baumstämme mit einem Durchmesser von bis zu 50 cm erklimmen. Tiere wurden dabei beobachtet, wie sie in Lianen klettern, gefangene Individuen bestiegen auch Türrahmen. Beim Klettern umgreifen sie entweder mit den Hinterfüßen oder mit den Hinter- und Vorderfüßen das Geäst. Sie sind zudem befähigt, am Stamm zu wenden und mit dem Kopf voran nach unten zu steigen. In dieser Position halten die Hinterfüße das Gewicht. In der Regel sind die Bewegungen langsam. Trotz fehlender Krallen navigiert der Regenwald-Baumschliefer so sicher im Geäst. Es wird angenommen, dass die Art aufgrund ihres Körperbaus sekundär an das Baumleben angepasst ist. Am Boden sind auch schnelle Bewegungen bis zum Galopp möglich.
In der Regel ist der Regenwald-Baumschliefer nachtaktiv. Tagsüber verbringt er in Baumhöhlen, die er kurz nach Sonnenuntergang verlässt. Seine überwiegenden Aktivitäten finden in den Baumkronen statt. Gelegentlich steigt er aber auf den Erdboden. Dort setzt er Kot an bestimmten Latrinen ab. Im Lama-Waldgebiet im südlichen Benin sind die Latrinen häufig mit Bäumen der Gattung Dialium aus der Gruppe der Johannisbrotgewächse assoziiert. Es ist unklar, ob die Tiere diese auch als Nahrungspflanze nutzen oder in deren Baumhöhlen Schutz suchen.
Wie die anderen Baumschliefer auch ist der Regenwald-Baumschliefer einzelgängerisch. Gruppen von zwei bis drei Individuen werden nur selten gesichtet, meist handelt es sich dann um Muttertiere mit ihren Jungen. Die einzelnen Individuen leben territorial und unterhalten Reviere, die relativ klein sind. Die der Männchen überlappen sich mit denen der Weibchen. Die Männchen verteidigen ihre Territorien. Teilweise reiben die Tiere ihre Rückendrüsen an verschiedenen Gegenständen. Hierbei könnte es sich um ein Markierungsverhalten handeln, eventuell dient es auch der individuellen Unterscheidung. In Gefangenschaft verhalten sich Tiere häufig aggressiv und bissig gegenüber Artgenossen. Allerdings putzen sie sich auch gegenseitig, häufig im Gesicht und am Nacken. Für das grooming kommen die unteren Schneidezähne und die Putzkralle des Hinterfußes zum Einsatz. Der Hinterfuß wird beim Kratzen sehr schnell bewegt.
Sehr charakteristisch sind die Rufe des Regenwald-Baumschliefers. Sie lassen sich während der Abendzeit und am frühen Morgen vernehmen. Regional unterscheiden sich die Rufzeiten ein wenig, im östlichen Kongo-Becken sind sie von 20.00 bis 22.00 Uhr und von 04.00 bis 05.00 Uhr zu hören, in Benin zwischen 19.30 Uhr und Mitternacht sowie von 03.00 bis 06.00 Uhr. Eine ähnliche bimodale Aktivität ist auch von den anderen Baumschliefern bekannt. Die einzelnen Rufe erinnern an ein „Hupen“ oder „quälend wiederholtes Kreischen“ und dauern bis zu fünf Minuten an, in mehrfacher Wiederholung währen sie bis zu einer halben Stunde. Sie bestehen aus einer Serie von 22 bis 42, teilweise auch bis zu 90 Schreien, die sehr lang sind und an Intensität zunehmen, bis sie zum Ende hin ihren Höhepunkt erreichen. Eingeleitet werden sie durch sehr schwache, kaum wahrnehmbare Rufe.  Es gibt eine gewisse Variation der Rufe in der Intensität und der Frequenz über das Jahr. Sowohl männliche als auch weibliche Tiere rufen nachts, letztere zumeist, wenn sie partnerlos sind. Dabei suchen die Tiere in der Regel immer die gleichen Plätze auf. Teilweise kommen Rufe auch tagsüber vor, die dann in der Regel von erschrockenen Tieren stammen. Erschrockene Tiere geben ein schweineartiges Grunzen von sich.

### Ernährung
Die Hauptnahrung des Regenwald-Baumschliefers stellen Pflanzen dar. Er ist auf weiche Kost wie Früchte, Zweige, Knospen, Rinde und Blätter spezialisiert (browsing). In Gefangenschaft vertilgten die Tiere unter anderem Streifenfarne. Den überwiegenden Teil der Nahrung suchen sie in den Bäumen. Gelegentlich kommen sie aber auch zum Fressen auf den Boden. Bei der Nahrungsaufnahme hält der Regenwald-Baumschliefer den Kopf seitlich, die Nahrung wird mit den Mahlzähnen durch horizontale Kaubewegungen zerkleinert. Selten setzt er die Vorderfüße zur Manipulation der Nahrung ein.

### Fortpflanzung
Die Fortpflanzung ist nicht jahreszeitlich gebunden, es gibt aber eine erhöhte Geburtenrate während der Trockenzeit. In Gabun und Kamerun wurden Jungtiere von März bis April beobachtet, im Osten und Süden der Demokratischen Republik Kongo von Mai bis August. Weibchen sondern kurz vor der Paarung ein öliges, nach Zimt riechendes Sekret aus ihrer Rückendrüse ab. Die Tragzeit beträgt acht Monate. Es werden eins bis zwei Jungtiere geboren, die rund 380 g wiegen sowie etwa 16 cm Länge erreichen. Andere Gewichtsangaben liegen bei 180 bis 220 g. Die Jungen sind frühreif und voll behaart, sie wachsen kontinuierlich, so dass sie nach zwei Monaten ein Gewicht von rund 810 g, nach fünf von etwa 1300 g aufweisen. Nach spätestens 200 Tagen sind sie ausgewachsen. Wenig erforscht ist bisher das Mutter-Jungtier-Verhältnis während der Aufzucht. Auch über die Lebenserwartung in freier Wildbahn liegen keine Angaben vor, einige gefangene Tiere lebten bis zu fünfeinhalb Jahre in menschlicher Obhut. Es wird vermutet, dass sie etwa so alt werden wie der Steppenwald-Baumschliefer.

### Fressfeinde und Parasiten
Als Fressfeinde ist unter anderem der Leopard nachgewiesen, der Regenwald.Baumschliefer nimmt aber laut Untersuchungen im Nationalpark Taï nur einen geringen Teil im Nahrungsspektrum der Großkatze ein (etwa 1,4 % in über 210 analysierten Kotresten). Andere Beutegreifer stellen Uhus, Habichtsadler und Kronenadler dar. Auch bei letzteren ist der Anteil eher gering. Darüber hinaus wurde in Guinea beobachtet, dass Schimpansen gelegentlich einzelne Individuen fangen, mit ihnen spielen und sie töten, allerdings nicht fressen. Bedrohte oder alarmierte Tiere richten die Haare ihres hellen Rückenflecks auf, ebenso wurde ein häufiges Lecken der Lippen beobachtet.
Innere Parasiten bilden zumeist Fadenwürmer, etwa aus den Gattungen Crossophorus, Libyostrongylus und Theileriana. Außerdem befallen Zecken die Baumschlieferart, so unter anderem Vertreter der Gattung Hyracoptes.

## Systematik

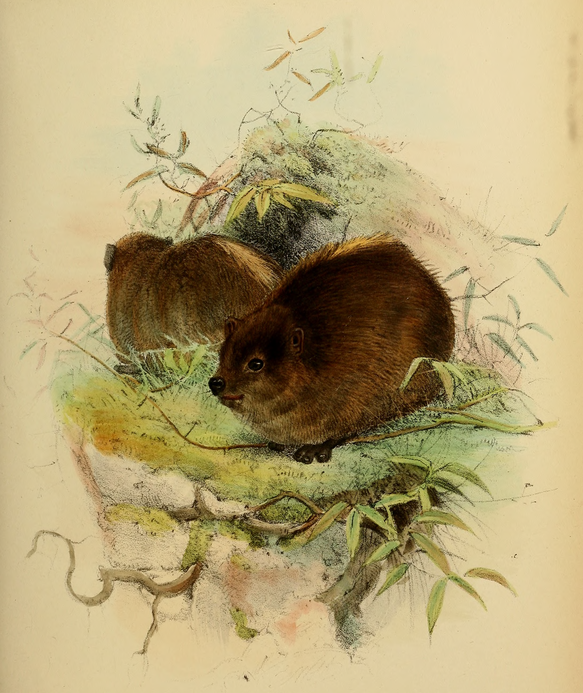
Zeichnerische Darstellung des Regenwald-Baumschliefers aus Frasers Erstbeschreibung 1852

Der Regenwald-Baumschliefer ist eine Art aus der Gattung der Baumschliefer (Dendrohyrax). Zu dieser werden gegenwärtig noch drei weitere Arten gezählt. Die Baumschliefer wiederum gehören zur Familie der Schliefer (Procaviidae) innerhalb der Ordnung der Schliefer (Hyracoidea). Die Ordnung zeichnete sich vor allem im Paläogen und im frühen Neogen durch ihren Formen- und Variantenreichtum aus. So gab es kleine und riesige Vertreter, die die unterschiedlichsten ökologischen Anpassungen zeigten. Ihre Verbreitung reichte über weite Teile Eurasiens und Afrikas. Die heutigen Formen der Schliefer stellen meerschweinchengroße Tiere dar. Sie sind weitgehend auf den afrikanischen Kontinent beschränkt, lediglich eine Form ist auch in Vorderasien verbreitet. Die Baumschliefer repräsentieren die artenreichste Gruppe. Im Gegensatz zu den anderen Angehörigen der Familie der Procaviidae leben sie in Bäumen und sind einzelgängerisch sowie nachtaktiv.

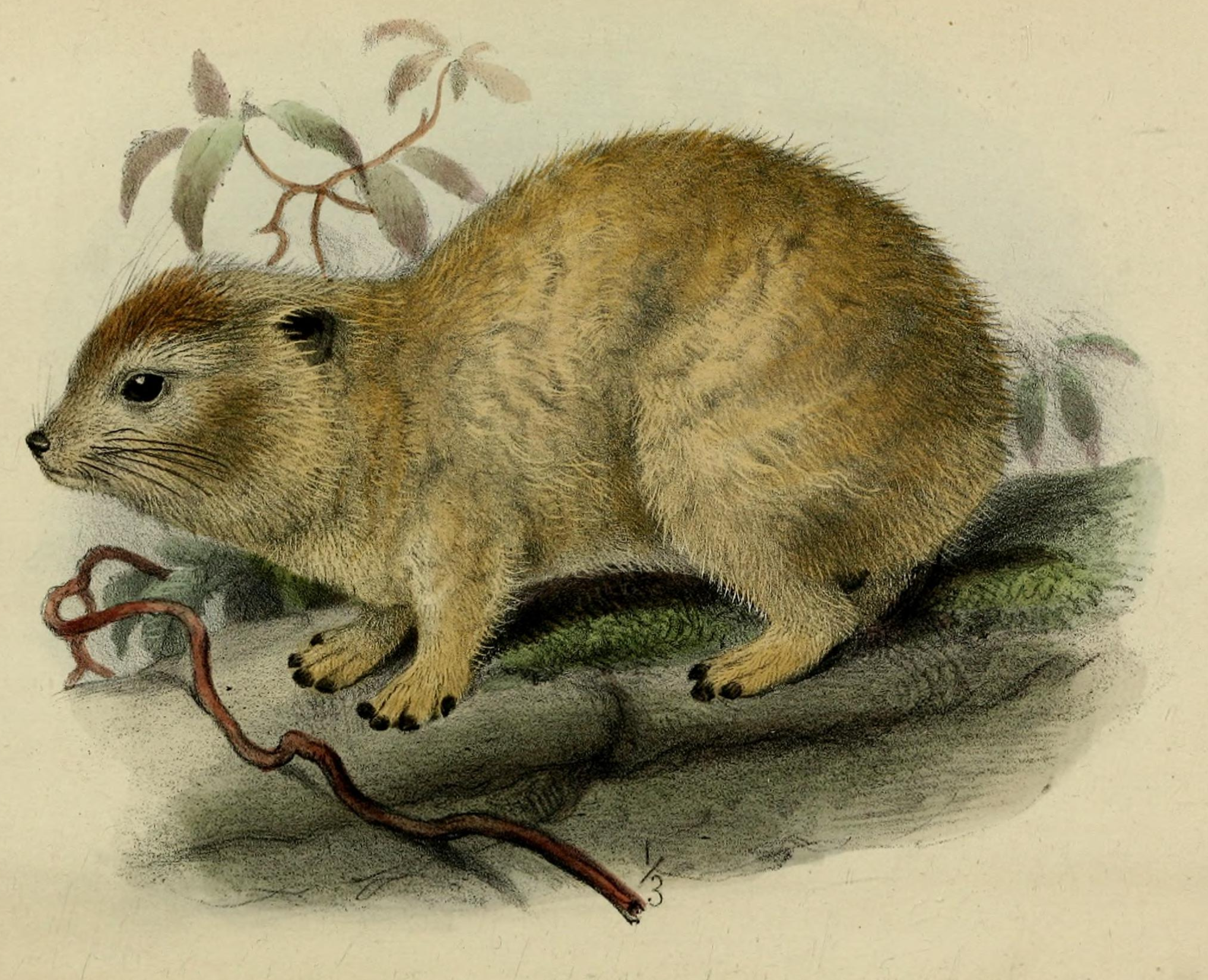
Zeichnerische Darstellung der Unterart D. d. emini als helle Variante, aus Thomas’ Beschreibung 1887

Es werden mehrere Unterarten des Regenwald-Baumschliefers unterschieden:
- D. d. dorsalis (Fraser, 1852); Insel Bioko; Kopf und Rücken schwarz, Ohrrand schwarz bis gelbschwarz, Außenseite der Ohren dunkel gelbbraun, Rückenfleck 110 mm lang und rein weiß mit 90 mm langen Haaren, Bauch hellbraun bis ockerfarben, Füße schwarz
- D. d. emini Thomas, 1887; im Norden und Osten der Demokratischen Republik Kongo; Kopf trübbraun, Rücken hell, der Rückenfleck verschwindet fast in der hellen Färbung, Bauch schmutzigweiß oder isabellfarben, Füße braun weiß gesprenkelt
- D. d. latrator (Thomas, 1910); in der zentralen Demokratischen Republik Kongo; ähnlich wie D. d. emini
- D. d. marmotus (Thomas, 1901); Uganda, Körper dunkel, Seiten heller, Rückenfleck 76 mm lang und weiß, Fell generell weicher
- D. d. nigricans (Peters, 1879); von Nigeria bis Angola; Kopf schwarz, ebenso ein breiter Streifen auf dem Rücken, Seiten heller, Rückenfleck 30 bis 110 mm lang und weiß, Bauch wie Körperseiten, Füße schwarz
- D. d. sylvestris (Temminck, 1853); von Sierra Leone bis nach Nigeria; Kopf braun, Rücken schwarz, Seiten, Bauch und Beine braun, Rückenfleck erscheint al schmaler weißer Streifen

Manchmal gilt D. d. latrator als identisch mit D. d. emini. Informationen zur genauen Verbreitung der Unterarten sind bisher spärlich. Der Regenwald-Baumschliefer ist zwar auch im Südsudan und in der Zentralafrikanischen Republik nachgewiesen, jedoch besteht Unklarheit darüber, welcher Unterart die Tiere dort angehören. Generell lassen sich die verschiedenen Unterarten bisher schwer räumlich voneinander trennen. Eine Möglichkeit könnte darin bestehen, sie nach ihren Rufen zu differenzieren, die klar zwischen den einzelnen Populationen abweichen. Teilweise sind die Unterschiede so stark, dass bestimmte Individuen herausgehört werden können. Die Tiere aus dem westlichen Nigeria und dem Benin besitzen einen markanten Ruf, der von den anderen Regenwald-Baumschliefern mit ihren „hupenartigen“ Lauten abweicht. Dieser beginnt quäkend, geht dann in einen rasselnden Ton über und endet stakkatoartig ohne sich zu steigern. Museumsexemplare aus der Region haben zudem eine variierende Schädelanatomie mit einem kürzeren und schmalerem Rostrum und größeren Öffnungen im Gaumen. Sie wurden im Jahr 2021 der neuen Art Dendrohyrax interfluvialis zugewiesen.
Der Regenwald-Baumschliefer erhielt seine wissenschaftliche Erstbeschreibung durch Louis Fraser unter der Bezeichnung Hyrax dorsalis. Frasers Arteinführung liegt ein männliches Individuum von der Insel Bioko zugrunde, welche die Typuslokalität bildet. In dem kurzen Aufsatz hebt Fraser besonders das grobe Fell, die nächtliche Lebensweise und die charakteristischen Rufe der Tiere hervor. Außerdem fügte er eine zeichnerische Darstellung bei. Das Datum der Herausgabe des Aufsatzes wird häufig mit 1855 angegeben, er erschien aber bereits 1852. John Edward Gray verwies Hyrax dorsalis in seiner Neuordnung der Schliefer 1868 zur neu geschaffenen Gattung Dendrohyrax. Im Jahr nach Frasers Erstbeschreibung führte Coenraad Jacob Temminck die Form Hyrax sylvestris anhand eines jungen Individuums aus dem Land der Aschanti im heutigen Ghana ein (Temminck selbst sah sein Tier als ausgewachsen an). Seine Beschreibung ist wesentlich umfangreicher als die von Fraser, die ihm aber offensichtlich unbekannt war. Er verglich die Form mit dem Steppenwald-Baumschliefer aus Südafrika. Wilhelm Peters etablierte 1879 Hyrax nigricans, wofür ihm ein weibliches Jungtier zur Verfügung stand. Der Fundort des Tieres liegt nördlich der Mündung des Kongo bei Chinchoxo. Drei weitere Formen gehen auf Oldfield Thomas zurück. Im Jahr 1887 benannte er Dendrohyrax emini, eine ebenfalls auf einem Jungtier basierende sehr helle Variante, die von Emin Pasha bei Tingasi am Uelle im nördlichen Kongo-Becken gesammelt worden war. Die Bezeichnung vergab Thomas zu Ehren des Finders. In deren Nähe rückte er auch Procavia emini latrator knapp ein Viertel Jahrhundert später. Auch diese Form erscheint relativ hell. Das Belegexemplar stellt ein ausgewachsenes Weibchen von Sankuru dar, einem Nebenfluss des Kongo. Bereits um die Jahrhundertwende hatte Thomas Procavia marmota aus Uganda vorgestellt, wobei er hier trotz des juvenilen Charakters der Typusform den besonders kleinen Körperbau hervorhob. Alle genannten Formen wurden im Jahr 1934 von Herbert Hahn unter der Art Dendrohyrax dorsalis vereint.

## Bedrohung und Schutz
Der Regenwald-Baumschliefer wird von der IUCN aufgrund des großen Verbreitungsgebietes und der Bestandsgröße als „nicht gefährdet“ (Least concern) eingeschätzt. Ein Rückgang des Bestandes der Art wird nicht erwartet. Größere Bedrohungen sind nicht bekannt, die Tiere reagieren aber teilweise empfindlich auf die Fragmentierung der Lebensräume durch Waldrodung. Außerdem werden sie als Nahrungsressource und wegen ihres Felles gejagt. Auf der Insel Bioko konnte in den 1990er Jahren ein signifikanter Anstieg von Kadavern der Art auf lokalen Märkten für Bushmeat registriert werden. Wurden auf dem Markt in Malabo im Jahr 1991 noch 11 Individuen angeboten, erhöhte sich die Anzahl im Jahr 1996 auf 23. Auf Grund der Bejagung ist die Bestandsdichte in der Nähe von menschlichen Siedlungen sehr gering, sie steigt aber in ungestörteren Regionen an. Die Art kommt in verschiedenen Naturschutzgebieten vor, so unter anderem im Nationalpark Taï in der Elfenbeinküste oder im Nationalpark Oberer Niger in Guinea.